# تمرد أحمد أنزافور

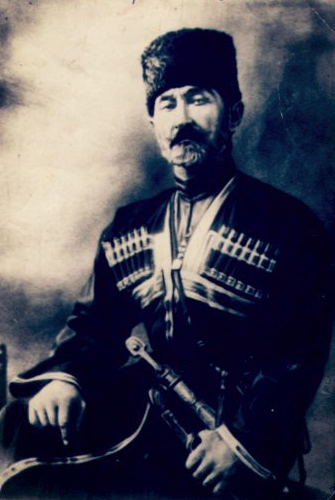
أحمد أنزافور باشا

تمرد أحمد أنزافور (بالتركية: Ahmet Anzavur Ayaklanması)‏ كانت في الواقع سلسلة من التمردات التي قادها ضابط الدرك العثماني أحمد أنزافور ضد الحركة التركية الوطنية خلال حرب الاستقلال التركية. تم تنسيق التمرد من قبل جهاز الاستخبارات البريطاني والحكومة العثمانية ضد القوات الجمهورية التركية الوطنية. كانت القوات تحت قيادة أنزافور مكونة من مجموعات عرقية مختلفة مع انتماء الجزء الأكبر من القوات (بما في ذلك أنزافور) إلى العرق الشركسي. وقع «التمرد» من 1 أكتوبر 1919 إلى 25 نوفمبر 1920 في مناطق بيجا، وباندرمة، وقراجة بك، ومدينة مصطفى كمال باشا. ومع بعض الصعوبات، تم قمع التمردات بشكل حاسم من قوات إيثم الشركسي وهي قوى شركسية أخرى.

## الخلفية
كان تمرد أحمد أنزافور عبارة عن سلسلة من التمردات من أكتوبر 1919 إلى نوفمبر 1920. كانت هذه التمردات من قبل الموالين للنظام الملكي للدولة العثمانية الذين عارضوا الحكومة الثورية الوطنية. تم قمع كل واحد من هذه التمردات من قبل القادة الوطنيين بعد وقت قصير من اندلاعها.

## أول تمرد والقمع
حدثت الانتفاضة الأولى لأحمد أنزافور في مانياس في أكتوبر 1919. كان تصريح أنزافور لأهالي مانيا هو أنه كان ينوي القبض على حكيم محيتين شاريكلي، القائد الوطني في منطقة بالق أسير أو قتله. ستُستخدم القوات التي جمعها للدفاع عن سلطة السلطنة العثمانية، الواقعة في إسطنبول، من التهديد المتزايد للقوات الوطنية المتمركزة في أنقرة. أرسل أنزافور برقيتين في اليوم التالي، إحداهما إلى السلطان والأخرى إلى بنو قرا صي مصطفى علي رضا، تنص على أنه «من واجب جميع المسلمين الحقيقيين هزيمة الوطنيين». لقد فهم الوطنيين في البلاد التهديد جيدًا، حيث بدأوا على الفور في الاستعداد لمواجهة تحركات أحمد أنزافور. وفي متابعة لتهديداته، أخذ أنزافور مجموعة من أتباعه لشن هجمات على مكاتب وقوات الحكومة التركية المؤقتة، وكل ذلك مع جلب المزيد من الرجال إلى رتبته خلال نوفمبر 1919. وبعد تجنب المحادثات مع الوطنيين حول وقف الأعمال العدائية، وُصف أنزافور ورجاله بالمجرمين العاديين وبأدوات البريطانيين والقصر.
وقعت أول معركة فعلية للتمرد في 15 نوفمبر شمال باليكسير. تكبدت قوات أنزافور خسائر فادحة واضطرت إلى التراجع شمالًا عبر سوسورلوك، بينما كان يطاردها كوببرولو حمدي. وقبل العشرين من نفس الشهر، اندلع القتال حول غونن، ومانياس، وقراجة بك، وبيجا، وسوسورلوك. ثم وبحلول نهاية نوفمبر، اضطرت قوات أنزافور إلى الفرار من قوات إيثم الشركسي. ومع اقتراب فصل الشتاء، حل أنزافور قواته التي انصهرت في المناطق المحيطة.
تم إرسال أحمد فوزي باشا، وهو أيضًا شركسي، لمنع تزايد نفوذ أنزافور في المنطقة. حاول تجنيد الشركس المحليين من أجل الحركة التركية الوطنية، لكن العلماء يعتقدون أنه لم ينجح.

## ثاني تمرد والقمع
بعد شتاء عام 1920 القاسي، بدأ أنزافور في التجنيد لحملة أخرى. سيعرف هذا الجيش باسم جيش محمد. بدأت الأعمال العدائية مرة أخرى في 16 فبراير 1920. وعندما دخلت طليعة جيش أنزافور المتنوع في بيجا، دوى صوت طلقات نارية. هرب حمدي إلى مستودع أسلحة قريب عندما سقطت المدينة في يد أنزافور، واحتضن رجال الجيش والبلدة بعضهم البعض. رفض رجاله العودة إلى البلدة وإطلاق النار على مواطنيهم. ثم أمر الرجل الثاني في القيادة، كاني باي، بالعودة إلى المدينة وإعدام كارا حسن. نفذ كاني الأمر وقتل حسن و13 آخرين بدم بارد. أثار موت حسن غضب مواطني بيجا. هاجمت مجموعة من المواطنين منزل كاني باي؛ لقد هرب في البداية بمساعدة أحد الجيران، لكنه أصيب برصاص الغوغاء بعد فترة وجيزة من رحلته. حوصر حمدي، في محاولة للارتباط بضباط عسكريين آخرين في المنطقة، على يد البوماك وقد تم ربطه وضربه وقتله بقطع عنقه. بدأت صفوف أنزافور تتزايد خلال الشهر التالي مع توطيد الانتصار في بيجا. تم تنظيم لجنة من ثلاثة أعيان محليين وقادة شبه عسكريين للتعامل مع القضايا المحلية. لم تجد مناشداته آذانًا صاغية بعد وقت قصير من إرسال مفتش إقليمي سابق يدعى سميح رفعت هوروزكو لمناشدة السكان المحليين للانضمام إلى الوطنيين.
بحلول منتصف شهر مارس، تم تنظيم عمود من 500 جندي قومي وإرسالهم لاستعادة بيجا والمنطقة المحيطة بها. قاد أنزافور الدفاع ضد هذه القوات. أولئك الذين تبعوه، ومعظمهم شركس وبوماك، كانوا في الغالب مسلحين بالعصي والفؤوس. بعد هذه الهزيمة، بدأ الضباط والجنود القوميون بالتخلي عن مناصبهم. استخدم أنزافور هذا النصر لتجنيد المزيد من المقاتلين من منطقة غونن. وفي 4 أبريل، دخلت القوات بقيادة أنزافور وغفور إمام إلى غونن وهي تعدم وتنهب مع القليل من المقاومة. وقبل 6 أبريل، سقطت باندرمة، قراجة بك، ومدينة مصطفى كمال باشا في تتابع سريع لجيش محمد. وعندما دفع أنزافور القادة الوطنيين في جنوب مرمرة، كان يعلم أن النهاية قريبة. ومع تضييق الخناق، تم استدعاء إيثم الشركسي لإيقاف التمرد. تم إعطاء إيثم 2000 جندي للقيام بذلك. وفي 16 أبريل تعرض أنزافور لهزيمة مدوية بالقرب من قرية يحيكوي. وبحلول 19 أبريل، كانت باندرمة قد سقطت في يد إيثم، مما يمثل هزيمة تدريجية لأنزافور وقواته. بحلول نهاية أبريل، تفكك جيش محمد، مثلما حدث في نهاية التمرد الأول، وعاد أنزافور إلى إسطنبول على متن سفينة إنجليزية.

## التمرد الثالث وموت أحمد أنزافور
مع هزيمة أنزافور في يحيكوي، وقع تمرد أخرى في منطقة آدابازاري. كان قادة هذا التمرد هم (برزق) صافر و(معن) كوج و(معن) علي. تسببت زلّات القوى الوطنية في جعل السيناريو مشابهًا لأحداث جنوب مرمرة. لقد اعترفت الحكومة الوطنية بخطورة الوضع وأمرت بالقضاء عليه. تم استدعاء إيثم للقيام بذلك، بعد إخماد تمرد أنزافور. استعادت قواته آدابازاري وصبنجة دون قتال. في 26 مايو دخلت إيثم بلدة دوزجة وأعدمت كلًا من (برزق) صافر و(معن) كوج فيما هرب (معن) علي.
مع اندلاع التمرد في دوزجي، أعلنت الحكومة العثمانية عن إنشاء جيش جديد هو قوا انضباطية لإلغاء جيش الحركة التركية الوطنية القومي. كان من المقرر أن يتألف هذا الجيش من 1000 جندي عاطل عن العمل تحت قيادة سليمان شفيق باشا. أُعلن في 26 أبريل أن أحمد أنزافور سيُمنح قيادة في المنطقة. وفي 4 مايو، وصل سليمان شفيق باشا إلى إزميد مع وصول أنزافور بعد أربعة أيام ومعه 500 رجل كان قد جندهم من بيجا.
كانت مساهمات أنزافور في القتال ضئيلة للغاية، حيث عانى من كسر في ساقه خلال أسبوع من القتال مع السكان المحليين والقوات الوطنية. واصلت قواته القتال لفترة أطول لكنها اضطرت للتراجع بحلول نهاية يونيو. اختفى أنزافور لمدة عام تقريبًا، حتى بدأ التجنيد مرة أخرى. في مايو عام 1921، اكتشفت مجموعة من قادة الجماعات شبه العسكرية المؤيدة للوطنيين حركات أنزافور. كان زعيم المجموعات شبه العسكرية ارنافود الرحمن. نصب ارنافود الرحمن ورجاله كمينًا وقتلوا أحمد أنزافور خارج كارابيجا.